# インフラジスティックス・ジャパン
インフラジスティックス・ジャパン株式会社（英: Infragistics Japan K.K.）は、東京都渋谷区に本社を置き、ソフトウェア開発・販売を行う日本の企業。
2006年8月に設立された米Infragistics,Inc.の日本法人である。

## 概要
商用アプリケーションユーザーインターフェイス(UI)の開発者を対象に、プレゼンテーションレイヤに特化したUIコントロール群（グリッド、チャート等）と開発ツールを提供。WEB開発/デスクトップ開発/モバイル開発に対応した、各開発プラットフォーム毎の製品開発/販売を行っている。
また、新しいプラットフォームへの移行に伴うアーキテクチャー検討、サブスクリプションに付属する技術サポートの範囲を超えた特別サポートなど、開発プロジェクトの課題を解決するための各種コンサルティング サービス、トレーニング、特別サポートを提供。

## 開発ツール

### WEB向け

#### Ignite UI for Angular
50種類以上のマテリアルデザイン準拠、軽量、高機能、Angular対応コンポーネントセット

#### Ignite UI for jQuery
60 種類以上のWeb、タブレット向け JavaScript ベース jQuery/HTML5、ASP.NET MVC、Angular、React、TypeScript、KnockoutJS対応コンポーネントセット

#### Ignite UI for React
高性能なデータグリッド、50種類以上のチャート、金融向けチャート、Excelスプレッドシート、Excelライブラリー提供　React対応コンポーネントセット

#### Ignite UI for Web Components
高性能なデータグリッド、50種類以上のチャート、金融向けチャート、Excelスプレッドシート、Excelライブラリー提供　Web Components対応コンポーネントセット

#### Ignite UI for Blazor
高性能なデータグリッド、60種類以上のチャート、ゲージ、マップを提供するBlazorコンポーネントセット

#### Ultimate UI for ASP.NET
ASP.NET Webフォーム用Ajax対応グリッド、スケジュール、エディターを含む業務システム構築に必須となるコントロールセット

### デスクトップ向け

#### Ultimate UI for WPF
WPF 対応エンタープライズ向け、高パフォーマンス データ グリッド、チャート、タッチ対応 Office UIコントロールを含むデスクトップ向けコントロールセット

#### Ultimate UI for Windows Forms
データグリッド、チャート、スケジュールなど100種類以上の高機能、スタイリング サポートを提供するWindows Forms対応コントロールセット

### クロスプラットフォーム向け

#### Ultimate UI for Xamarin
iOS、Androidアプリケーション構築用のXamarin対応クロスプラットフォーム モバイル コントロールセット

#### Ultimate UI for Uno
Uno対応クロスプラットフォーム向けグリッド、チャート、ゲージコントロールセット

#### Ultimate UI for UWP
UWP対応クロスプラットフォーム向けグリッド、チャート、ゲージコントロールセット

#### Ultimate UI for WinUI
WinUI対応クロスプラットフォーム向けグリッド、チャート、ゲージコントロールセット

## 画面設計/モックアップ作成/プロトタイピングツール

### Indigo.Design
開発初期における画面設計/モックアップ作成/エンドユーザとの合意形成と、ユーザビリティテストの実施を可能にするUI/UXプロトタイピングツール。

## データ可視化ツール

### Reveal
アプリへの組み込みに特化したダッシュボードソリューション

## SharePoint 対応 モバイル製品

### SharePlus
ネイティブ アプリケーションによってファイル、リスト、画像、ドキュメントや電子メールにアクセスし、編集や共有など、オフラインでも操作できる。複数のSharePointポータルへの同時接続が可能。SharePoint 2007、2010、2013、またはOffice 365とHTTPSおよびVPNを通してセキュアな通信が可能。

## トレーニング & コンサルティング
アプリケーション開発を全面的に支援するための技術トレーニング、コンサルティング サービスを提供。
また、さまざまなプラットフォーム、テクノロジー向けUIコントロールの他、AppMap、コントロール コンフィギュレーター、コマンドラインツール (CLI) 等、開発生産性向上のためのツールを提供。